# Kissomlyó
Kissomlyó é um município da Hungria, situado no condado de Vas. Tem 8,58 km² de área e sua população em 2015 foi estimada em 220 habitantes.